# Louise Mieritz
Louise Mieritz (født 30. april 1971 i Aarhus) er en dansk skuespillerinde, der blev uddannet fra Statens Teaterskole i 1994. Hun debuterede i forestillingen Gasolin' på Dr. Dante i 1994 og var samme år med til at stifte kvinde-satiregruppen Emmas Dilemma. Siden har hun haft roller i stykker på bl.a. Husets Teater, Kaleidoskop, Betty Nansen, Dr. Dante, Edison, Grønnegårds Teatret, Zirkus Nemo med Søren Østergaard, Den eneste ene-musical i Forum.
I 2006 skrev hun sange med kollegerne Tammi Øst og Trine Dyrholm til deres teaterkoncert K.R.O.P. på Bellevue Teatret. På tv har man kunnet opleve hende i serierne Edderkoppen, Hjerteafdelingen, Emmas Dilemma, Nikolaj og Julie og i børneserien Max. Har arbejdet med Lars von Trier i Idioterne og Direktøren for det hele. I Hvordan vi slipper af med de andre fra 2007 spillede hun Sidse, en super ambitiøs jurist, der ville redde alle den danske befolknings "sociale tabere". I 2004 var hun Lisbeth Knudsen, Simon Spies' privatsekretær, i stykket Simon på Østre Gasværk hvor hun også i 2006 var en af sangerne i Gasolin' teaterkoncert.
Sammen med Ditte Hansen har hun skrevet tv-komedieserien Ditte & Louise, som har de to skuespillere i hovedrollerne. Serien blev sendt med otte afsnit i 2015 og otte nye i 2016 på DR.

## Filmografi (udvalg)

### Film
| År   | Titel                              | Rolle          | Noter |
| ---- | ---------------------------------- | -------------- | ----- |
| 1996 | Café Hector                        |                |       |
| 1998 | Idioterne                          | Josephine      |       |
| 2003 | Se til venstre, der er en svensker | Ulla           |       |
| 2004 | Silkevejen                         | sygeplejerelev |       |
| 2004 | Tid til forandring                 | Tina           |       |
| 2005 | Anklaget                           | Pernille       |       |
| 2005 | Den store dag                      | Anne           |       |
| 2006 | Direktøren for det hele            | Mette          |       |
| 2007 | Hvordan vi slipper af med de andre | Sidse          |       |
| 2008 | Max Pinlig                         | Ulla           |       |
| 2011 | Max Pinlig 2 - sidste skrig        | Ulla           |       |
| 2012 | Min søsters børn alene hjemme      | Olga           |       |
| 2012 | Max Pinlig 3 på Roskilde           | Ulla           |       |
| 2018 | Ditte og Louise                    | Louise         |       |

### Tv-produktioner
| År        | Titel            | Rolle                             | Noter            |
| --------- | ---------------- | --------------------------------- | ---------------- |
| 2000      | Edderkopppen     | Eva Lund                          | Alle seks afsnit |
| 2002      | Hjerteafdelingen | afdelingssygeplejerske Vivi Lykke | Syv afsnit       |
| 2003      | Nikolaj og Julie | Sandra                            | To afsnit        |
| 2008      | Maj & Charlie    | Therese                           | To afsnit        |
| 2011-2012 | Lykke            | Eva Ohser                         | 17 afsnit        |
| 2014      | 1864             | Morads hustru, Emilie             | Fire afsnit      |
| 2014      | Arvingerne       | Anne                              | To afsnit        |
| 2015-2016 | Ditte & Louise   | Louise                            | Alle 16 afsnit   |
| 2019      | DNA              | Eva Skaubo                        |                  |
| 2023      | Dansegarderoben  | Tutter                            |                  |

## Ekstern henvisning
- Louise Mieritz på Internet Movie Database (engelsk)
- Louise Mieritz på Filmdatabasen
- Louise Mieritz på danskefilm.dk
- Louise Mieritz på danskfilmogtv.dk
- Louise Mieritz på Scope
- Louise Mieritz på Svensk Filmdatabas (svensk)
- Louise Mieritz på AlloCiné (fransk)
- Louise Mieritz på AllMovie (engelsk)
- Louise Mieritz på The Movie Database (engelsk)
- Louise Mieritz på danskefilmstemmer.dk

|  | Artiklen om Louise Mieritz kan blive bedre, hvis der indsættes et (bedre) billede Du kan hjælpe ved at afsøge Wikimedia Commons for et passende billede eller uploade et godt billede til Wikimedia Commons iht. de tilladte licenser og indsætte det i artiklen. |